# Paris Saint-Germain (omnisports, 2012)
Pour les articles homonymes, voir PSG (homonymie).
Ne doit pas être confondu avec Paris Saint-Germain omnisports (1992-2002).
Cet article concerne le club omnisport. Pour sa section football, voir Paris Saint-Germain Football Club.
Le Paris-Saint-Germain, couramment abrégé en Paris-SG ou PSG, est un club omnisports français basé à Paris. Fondé en 2012 à partir du Paris-Saint-Germain Football Club, racheté en 2011 par la Qatar Investment Authority (QIA), via sa filiale Qatar Sports Investments (QSI), pour bâtir un club omnisports autour de celui-ci.
Présidé par Nasser al-Khelaïfi, le PSG omnisports comprend depuis sa création deux sections de football (masculin et féminin) et une section de handball. Une section sport électronique est créée en 2016 et une section judo est ouverte en 2017.

## Histoire
C'est en 2011 que le fonds d'investissement qatarien QIA devient propriétaire du Paris Saint-Germain Football Club. Les débuts du club omnisports tel que les Qatariens l'ont imaginé voit le groupe QIA racheter le Paris Handball et le renommer Paris Saint-Germain Handball en juin 2012,,. Ces deux clubs sont regroupés au sein d'une nouvelle structure omnisports, incluant également l'équipe féminine de football. En 2016, le club crée une section de sport électronique et une de judo en 2017 avec la signature de la star Teddy Riner.

## Sections

### Football masculin

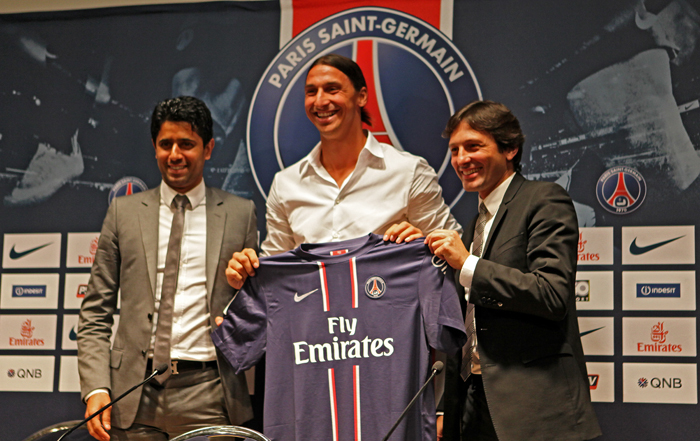
Zlatan Ibrahimović (au centre), une des recrues phare de la section football masculine du PSG de Nasser al-Khelaïfi (à gauche).

Le 4 novembre 2011, Nasser al-Khelaïfi devient le nouveau président-directeur général du Paris Saint-Germain,. Il fixe des objectifs ambitieux dès les premiers jours de son mandat. Il dispose pour cela des moyens financiers considérables mis à sa disposition par QSI (Qatar sport investment) le nouvel actionnaire majoritaire du club de la capitale : cent millions d'euros pour recruter des joueurs à l'été 2011. Il souhaite remporter le championnat de France, mais aussi toutes les coupes auxquelles son équipe participe. Leonardo, venu du club italien Inter Milan, devient directeur sportif de l'équipe, chargé notamment d'évaluer le travail de l'entraîneur Antoine Kombouaré, qui sera remplacé à la mi-saison 2011-2012 par l'italien Carlo Ancelotti, un des plus grands entraîneurs d'Europe, ayant déjà entraîné le Milan AC et Chelsea. Jean-Claude Blanc sera nommé quelque temps plus tard directeur général délégué du club. De nombreux joueurs internationaux arrivent alors au PSG, tels Salvatore Sirigu, Jérémy Ménez, Ezequiel Lavezzi, Lucas, Thiago Silva et Zlatan Ibrahimović.
Pour la saison 2012-2013, Nasser Al-Khelaifi annonce un budget record de 300 millions d'euros pour le PSG. C'est le budget le plus élevé jamais présenté par un club de Ligue 1 avant cette date.
Cette vision du club est couronnée de succès avec le titre de champion de France 2013. Le club remporte ensuite le Trophée des Champions face aux Girondins de Bordeaux (2-1) grâce au jeune Ongenda et à un but à la dernière seconde d'Alex.
La saison suivante, le club est à nouveau champion de France et il remporte la Coupe de la Ligue pour la quatrième fois de son histoire grâce à un doublé d'Edinson Cavani face à l'Olympique lyonnais (2-1).
En 2015, le PSG devient la première équipe à réussir le quadruplé Trophée des champions/Championnat/Coupe de France/Coupe de la Ligue. Il réitère cette performance en 2016  et en 2018. Il réalise le quadruple quadruplé national en 2020, soit le dernier réalisable à cause de la suppression de la Coupe de la Ligue, faute de diffuseur.
Lors du mercato estival 2017, le PSG réalise les deux plus gros transferts de l'histoire du football. Neymar rejoint le club en provenance du FC Barcelone et Kylian Mbappé de l'AS Monaco. La première des deux transactions est la seule, encore à ce jour, à dépasser la barre des 200 millions d'euros.

### Football féminin

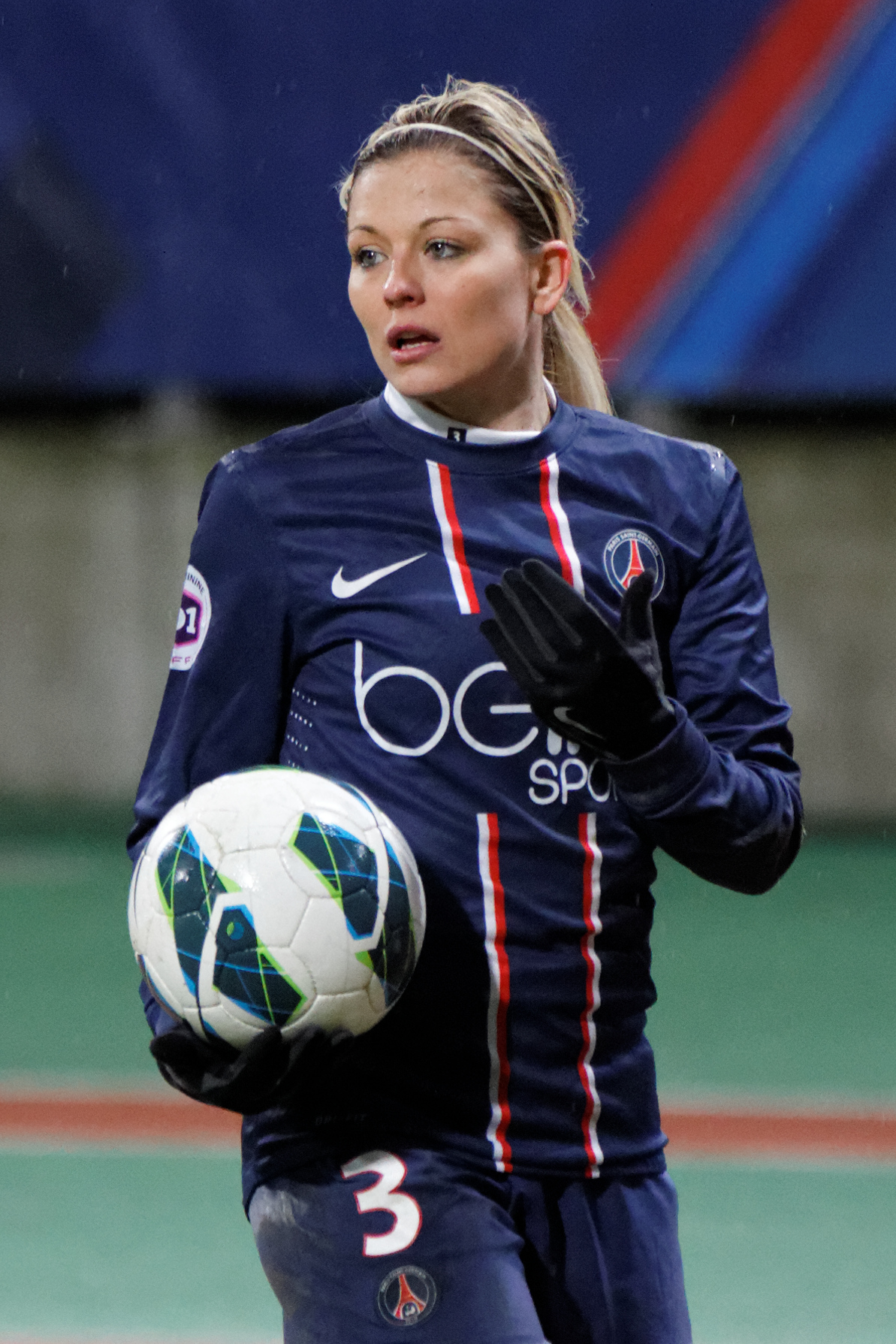
Laure Boulleau, une des joueuses les plus capées de la section football féminin du PSG qui intègre ensuite l'organigramme sportif.

Les nouveaux propriétaires du club investissent également dans l'équipe de football féminin pour construire une équipe capable de concurrencer les leaders du championnats que sont l'Olympique lyonnais, le FCF Juvisy et le Montpellier HSC. Plusieurs joueuses internationales rejoignent le club et Farid Benstiti est nommé au poste d'entraîneur. La section féminine déménage également ses activités en disputant désormais ses rencontres à domicile au stade Charléty. Les parisiennes délaissent ainsi le stade Georges-Lefèvre qui jouxte les terrains d'entraînement de leurs homologues masculins. À l'aube de la saison 2012-2013, le club fait signer aux 21 joueuses de l'effectif un contrat fédéral, cas rare dans le football féminin.
Le Paris Saint-Germain de 2013 à 2016 finira second du championnat de Division 1, ne parvenant à remporter le titre devant l'Olympique lyonnais.
En 2014, les filles iront en finale de la Coupe de France et s’inclineront contre les lyonnaises 2 buts à 0.
Puis, les parisiennes atteindront en 2015 la finale de la Ligue des champions après avoir réussi à éliminer en demi-finale l'Olympique lyonnais. Elles seront défaites en finale par le 1. FFC Francfort 2 buts à 1 après avoir mené au score.
La consécration arrive lors de la saison 2020-2021, lorsque le PSG décroche le titre met fin à l'hégémonie de plus d'une décennie de l'Olympique Lyonnais. Et même si le PSG bat le club du Rhône en quart de finale de Ligue des Champions, mettant également fin à un règne sans partage, les joueuses s'inclinent au tour suivant.

### Handball

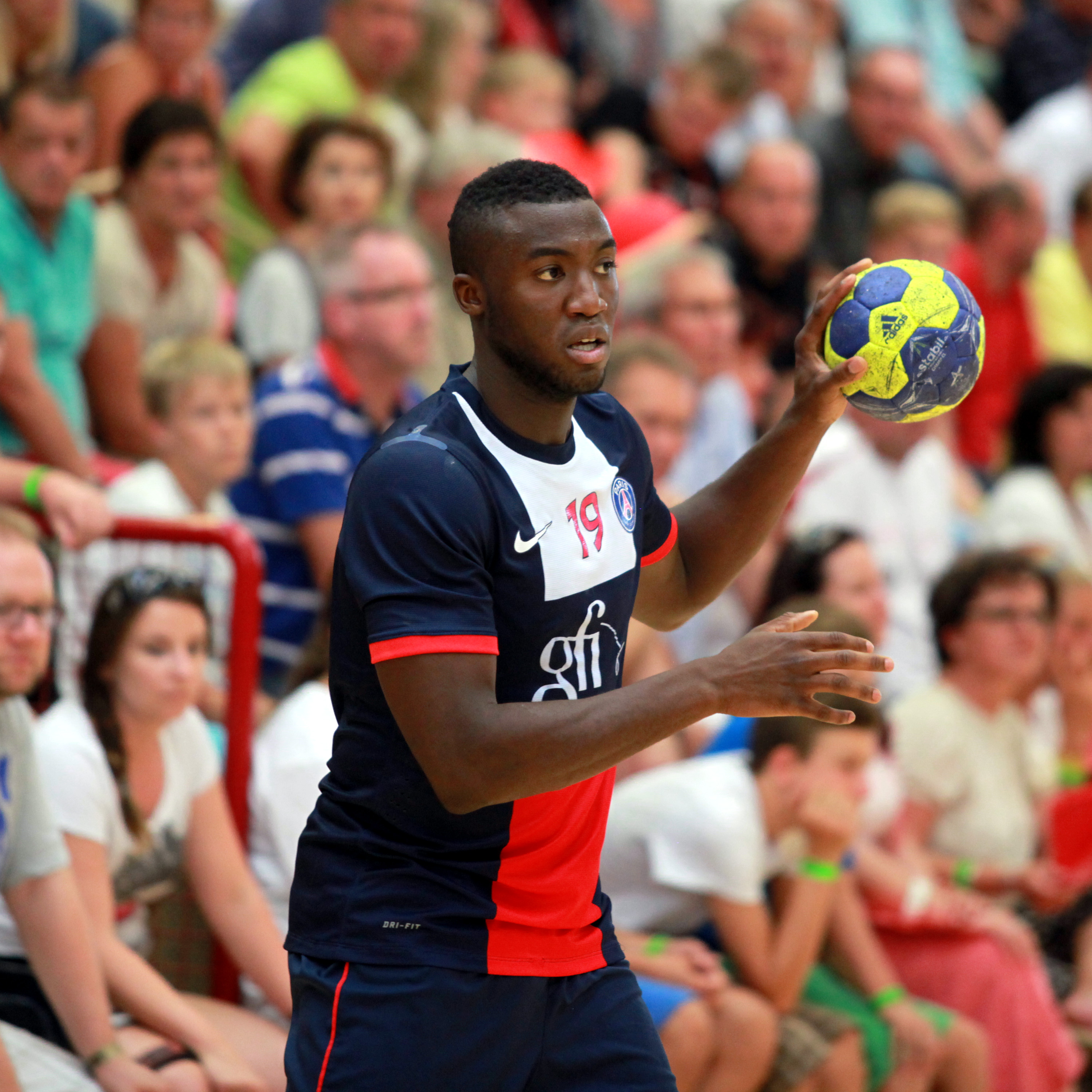
Luc Abalo, une des premières recrues de la nouvelle section handball du PSG.

En juin 2012, le Paris Handball se maintient en D1 puis, comme annoncé depuis plusieurs mois, est racheté par le Qatar Sports Investments (QSI) et Nasser Al-Khelaïfi en devient président.
Après de longues polémiques, le club, par l'intermédiaire de son nouveau président, se met sur la piste de joueurs champions du monde comme Luc Abalo, Didier Dinart, Samuel Honrubia ou encore l'international espagnol Antonio García Robledo ainsi que le Danois Mikkel Hansen. Bruno Martini sera maintenu au poste de manager général du club, où son président et lui ont trouvé accord pour faire venir Philippe Gardent au poste d’entraîneur principal. Nasser Al-Khelaïfi arrivera à la tête du club avec un budget de 8 millions d'euros (soit l'équivalent du Montpellier Handball).
Dès juin 2012, le Paris Handball est affilié au Paris Saint-Germain pour créer la section du Paris Saint-Germain Handball.
Le club est champion de France 2013, 2015 et 2016 et gagne la Coupe de France en 2014 et 2015. Les débuts de saison 2014 et 2015 seront ponctués par une victoire au trophée des champions.
En 2016, le Paris Saint-Germain Handball participera à son premier final four de la ligue des champions. Éliminé en demi-finale, il remportera la petite finale pour terminer 3e de la compétition.
Toujours en 2016, pour sa première participation, le Paris Saint-Germain Handball atteint la finale de la Coupe du monde des clubs, ne s'inclinant que contre le tenant du titre allemand, le Füchse Berlin.
À l'intersaison précédant la saison 2016-2017, le championnat de France abandonne le nom de division 1 pour devenir la Lidl Starligue et signe pour la première fois de son histoire un contrat de naming.

### Esport
En 2016, le club crée le Paris Saint-Germain Esports. Cette nouvelle section consacrée au sport électronique participe aux compétitions League of Legends et FIFA. Elle est dirigée par Bora « Yellowstar » Kim, ancien joueur professionnel français,,.
Le 31 octobre 2016, soit onze jours après la création du club, Lucas « DaXe » Cuillerier est sacré champion du monde de l'ESWC au jeu FIFA 17, à la Paris Games Week,.
Le 6 novembre 2016, August « Agge » Rosenmeier remporte la Legia eSports Cup en battant le représentant du Schalke 04, Tim « Tim Latka » Schwartmann.
Le 19 février 2019, Arsène "AF5" Froon rejoint l'aventure en tant qu'ambassadeur, afin d'assurer la couverture des réseaux Esports du club.
Le 19 juin 2020, le club est de retour sur League of Legends en partenariat avec Talon Esports. Ce partenariat rejoint la volonté du club de s'allier à des teams majeurs en Asie comme ils l'ont également fait sur le jeu DOTA 2 avec l'équipe LGD.
Le 22 novembre 2020, l'ascension se poursuit avec un titre de champion du monde sur le jeu Brawl Stars par l'équipe basée à Singapour, en battant les Brésiliens d'INTZ.
Le 11 décembre 2020, le club lance la Paris Saint-Germain Academy Esports. Le but : faire progresser des joueurs amateurs sur différents jeux vidéo, les accompagner vers la réussite et leur donner les clés pour te permettre d’atteindre leurs objectifs. Parmi les coachs francophones, on retrouve Nkantee (2 pré-sélections en Équipe de France eFoot), KrAg (Champion de France Brawl Stars) ou encore Ciscinho (4 titres de Champion du Luxembourg sur FIFA). De grands joueurs internationaux comme Painter, Poacher ou encore Dillon font également partie des coachs annoncés.

### Judo
En août 2017, le Paris Saint-Germain ouvre une section judo et signe le double champion olympique et décuple champion du monde Teddy Riner.

## Palmarès

### Football masculin
- Championnat de France (13)[8]
  - Champion : 1986, 1994, 2013, 2014, 2015, 2016, 2018, 2019, 2020, 2022, 2023, 2024 et 2025
  - Vice-champion : 1989, 1993, 1996, 1997, 2000, 2004, 2012, 2017 et 2021
- Coupe de France (16)[38]
  - Vainqueur : 1982, 1983, 1993, 1995, 1998, 2004, 2006, 2010, 2015, 2016, 2017, 2018, 2020, 2021, 2024 et 2025
  - Finaliste : 1985, 2003, 2008, 2011 et 2019
- Coupe de la Ligue (9)[9]
  - Vainqueur : 1995, 1998, 2008, 2014, 2015, 2016, 2017, 2018 et 2020
  - Finaliste : 2000
- Trophée des Champions (13)[39]
  - Vainqueur : 1995, 1998, 2013, 2014, 2015, 2016, 2017, 2018, 2019, 2020, 2022, 2023 et 2024
  - Finaliste : 1986, 2004, 2006, 2010, 2021
- Championnat de France de Division 2 (1)
  - Champion : 1971
- Ligue des champions (1)
  - Vainqueur : 2025
  - Finaliste : 2020
  - Demi-finaliste : 1995, 2021 et 2024
- Coupe d'Europe des vainqueurs de coupe (C2) (1)
  - Vainqueur : 1996
  - Finaliste : 1997
  - Demi-finaliste : 1994
- Coupe UEFA/Ligue Europa (C3)
  - Demi-finaliste : 1993
- Coupe Intertoto (1)
  - Vainqueur : 2001
- Supercoupe de l'UEFA (1)
  - Vainqueur : 2025
  - Finaliste : 1996
- Coupe du monde des clubs de la FIFA
  - Finaliste : 2025

### Football féminin
- Championnat de France (1)[13]
  - Champion : 2021
  - Vice-champion : 2011, 2013, 2014, 2015, 2016, 2018, 2019, 2020, 2022, 2023, 2024 et 2025
- Coupe de France (4)[14]
  - Vainqueur : 2010, 2018, 2022 et 2024
  - Finaliste : 2008, 2014, 2017, 2020, 2023 et 2025
- Trophée des championnes[16]
  - Finaliste : 2019, 2022 et 2023
- Championnat de France de 2e division (1)
  - Champion : 2001
  - Vice-champion : 1983 et 1985
- Ligue des champions[40]
  - Finaliste : 2015 et 2017

### Handball
- Championnat de France (12)[21]
  - Champion : 2013, 2015, 2016, 2017, 2018, 2019, 2020, 2021, 2022, 2023, 2024 et 2025
  - Vice-champion : 1996, 2005, 2014
- Coupe de France (6)[22]
  - Vainqueur : 2007, 2014, 2015, 2018, 2021 et 2022
  - Finaliste : 2001, 2008, 2013, 2016, 2024 et 2025
- Coupe de la Ligue (3)[41]
  - Vainqueur : 2017, 2018 et 2019
  - Finaliste : 2005, 2006, 2016
- Trophée des champions (5)[23]
  - Vainqueur : 2014, 2015, 2016, 2019 et 2023
  - Finaliste : 2017, 2022 et 2024
- Championnat de France de D2 (2)[42]
  - Champion : 1990 et 2010
  - Vice-champion : 1986
- Ligue des champions[24]
  - Finaliste : 2017
  - Troisième : 2016, 2018, 2020 et 2021
- Coupe des Villes (C4)
  - Demi-finaliste : 1994[43]
- Coupe du monde des clubs
  - Finaliste : 2016

### Récapitulatif
| Sections         | Championnat de France                                                                                                  | Coupe de France                                                                       | Trophée des Champions                                                                                   | Coupe de la Ligue                                       | Ligue des Champions                                           | Supercoupe d'Europe  | Coupe du monde des clubs |
| Football         | Champion : · (2013, 2014, 2015, 2016, 2018, 2019, 2020, 2022, 2023, 2024, 2025) · Vice-champion : · (2012, 2017, 2021) | Vainqueur : · (2015, 2016, 2017, 2018, 2020, 2021, 2024, 2025) · Finaliste : · (2019) | Vainqueur : · (2013, 2014, 2015, 2016, 2017, 2018, 2019, 2020, 2022, 2023, 2024) · Finaliste : · (2021) | Vainqueur : · (2014, 2015, 2016, 2017, 2018, 2020)      | Vainqueur : · (2025) · Finaliste : · (2020)                   | Vainqueur : · (2025) | Finaliste : · (2025)     |
| Football féminin | Champion : · (2021) · Vice-champion : · (2013, 2014, 2015, 2016, 2018, 2019, 2020, 2022, 2023, 2024, 2025)             | Vainqueur : · (2018, 2022, 2024) · Finaliste : · (2014, 2017, 2020, 2023, 2025)       | Finaliste : · (2019, 2022, 2023)                                                                        | /                                                       | Finaliste : · (2015, 2017)                                    | /                    | /                        |
| Handball         | Champion : · (2013, 2015, 2016, 2017, 2018, 2019, 2020, 2021, 2022, 2023, 2024, 2025) · Vice-champion : · (2014)       | Vainqueur : · (2014, 2015, 2018, 2021, 2022) · Finaliste : · (2013, 2016, 2024, 2025) | Vainqueur : · (2014, 2015, 2016, 2019, 2023) · Finaliste : · (2017, 2022, 2024)                         | Vainqueur : · (2017, 2018, 2019) · Finaliste : · (2016) | Finaliste : · (2017) · Troisième : · (2016, 2018, 2020, 2021) | /                    | Finaliste : · (2016)     |

## Amateurs

### Futsal
Le Paris Saint-Germain s'engage officiellement dans le futsal en 2013, après y avoir été introduit en 2002 par un éducateur du club, Jean-Claude TIPVEAU.
En 2013, celle-ci est dirigée par la structure amateur du PSG et son budget est de 20 000 euros. Son équipe fanion démarre son championnat en septembre en Excellence, soit le plus bas niveau (sixième et dernière division).
Elle s'entraînera cette saison 2013 deux fois par semaine à la salle du Cossec de Saint-Germain-en-Laye. Son management a été confié à Eduardo Vasconcelos, qui était, depuis 2010, l'adjoint de Carlos de Vasconcelos, coach de la 3e équipe (DH) à la section football du PSG. Ce Brésilien de 46 ans, ancien joueur de Cruzeiro (L1 brésilienne), occupait les fonctions de manager d'Issy Futsal, vainqueur de la Coupe nationale en 2008.
« En voyant le développement du futsal en France en 2013 (près de 60 000 licenciés contre 15000 en 2010), je me suis dit que le PSG pourrait avoir un rôle à jouer, explique Pierre Nogues, ancien président de la structure amateur foot du PSG entre 2000 et 2010 et membre du bureau de l'association PSG. J'aimerais qu'un jour notre équipe de futsal soit financée par les Qatariens. »
« Ce challenge est très excitant, jubile Eduardo Vasconcelos. On veut aller le plus haut possible. » « Si notre équipe reste en Excellence ou en PH, cela n'intéressera personne, souffle Pierre Nogues. On doit commencer modestement et montrer ce dont on est capables. » « À partir du moment où on porte le maillot du PSG, les Qatariens seront attentifs à notre travail, ajoute Eduardo Vasconcelos. On veut suivre le même parcours que les féminines du PSG qui ont rejoint la sphère professionnelle après leurs bons résultats. »